# Lista de episódios de The Good Place

Cartão título da série.

A seguir se apresenta a lista de episódios de The Good Place, uma série de comédia e fantasia americana criada por Michael Schur. A série estreou em 19 de setembro de 2016 na NBC. A série se mostra Eleanor Shellstrop (Kristen Bell), uma jovem recentemente falecida que acorda na vida após a morte e é enviada por Michael (Ted Danson) para "O Bom Lugar", uma utopia como o céu que ele projetou, em recompensa para a vida justa de Eleanor. No entanto, ela rapidamente percebe que foi enviada para lá por engano e deve esconder seu comportamento moralmente imperfeito (passado e presente). William Jackson Harper, Jameela Jamil e Manny Jacinto coestrelam como outros residentes do Bom Lugar, juntamente com D'Arcy Carden como um ser artificial ajudando os habitantes.
Até 30 de janeiro de 2020, 52 episódios de The Good Place foram transmitidos. Em 21 de novembro de 2017, a NBC renovou a série para uma terceira temporada de treze episódios. A temporada estreou em 27 de setembro de 2018.

## Resumo
| Temporada | Temporada | Episódios | Episódios | Originalmente exibido  | Originalmente exibido  |
| Temporada | Temporada | Episódios | Episódios | Estreia da temporada   | Final da temporada     |
| --------- | --------- | --------- | --------- | ---------------------- | ---------------------- |
|           | 1         | 13        | 13        | 19 de setembro de 2016 | 19 de janeiro de 2017  |
|           | 2         | 13        | 13        | 20 de setembro de 2017 | 1 de fevereiro de 2018 |
|           | 3         | 13        | 13        | 27 de setembro de 2018 | 24 de janeiro de 2019  |
|           | 4         | 14        | 14        | 26 de setembro de 2019 | 30 de janeiro de 2020  |

## Episódios

### 1.ª temporada (2016–17)
| N.º na série | N.º na temp. | Título                                                             | Dirigido por         | Escrito por                | Personagem principal do flashback | Exibição original      | Audiência (milhões) |
| ------------ | ------------ | ------------------------------------------------------------------ | -------------------- | -------------------------- | --------------------------------- | ---------------------- | ------------------- |
| 1            | 1            | "Everything Is Fine" "Tudo Está Bem"                               | Drew Goddard         | Michael Schur              | Eleanor                           | 19 de setembro de 2016 | 8.04                |
| 2            | 2            | "Flying" "Voar"                                                    | Michael McDonald     | Alan Yang                  | Eleanor                           | 19 de setembro de 2016 | 8.04                |
| 3            | 3            | "Tahani Al-Jamil"                                                  | Beth McCarthy-Miller | Aisha Muharrar             | Eleanor                           | 22 de setembro de 2016 | 5.25                |
| 4            | 4            | "Jason Mendoza"                                                    | Payman Benz          | Joe Mande                  | Jason                             | 29 de setembro de 2016 | 4.45                |
| 5            | 5            | "Category 55 Doomsday Crisis" "Crise de Emergência do Juízo Final" | Morgan Sackett       | Matt Murray                | Tahani                            | 6 de outubro de 2016   | 4.97                |
| 6            | 6            | "What We Owe to Each Other" "O que Devemos Uns aos Outros"         | Tucker Gates         | Dylan Morgan & Josh Siegal | Eleanor                           | 13 de outubro de 2016  | 4.23                |
| 7            | 7            | "The Eternal Shriek" "O Grito Eterno"                              | Trent O'Donnell      | Megan Amram                | Chidi                             | 20 de outubro de 2016  | 3.79                |
| 8            | 8            | "Most Improved Player" "Jogador que Melhorou Mais"                 | Tristram Shapeero    | Dan Schofield              | Eleanor                           | 27 de outubro de 2016  | 3.89                |
| 9            | 9            | "...Someone Like Me as a Member" "...Um Membro como Eu"            | Dean Holland         | Jen Statsky                | Eleanor                           | 3 de novembro de 2016  | 3.68                |
| 10           | 10           | "Chidi's Choice" "A Escolha de Chidi"                              | Linda Mendoza        | Demi Adejuyigbe            | Chidi                             | 5 de janeiro de 2017   | 3.53                |
| 11           | 11           | "What's My Motivation" "Qual é a Minha Motivação"                  | Lynn Shelton         | Andrew Law                 | Jason                             | 12 de janeiro de 2017  | 3.64                |
| 12           | 12           | "Mindy St. Claire"                                                 | Dean Holland         | Megan Amram & Jen Statsky  | Eleanor                           | 19 de janeiro de 2017  | 3.93                |
| 13           | 13           | "Michael's Gambit" "O Plano de Michael"                            | Michael Schur        | Michael Schur              | Michael                           | 19 de janeiro de 2017  | 3.93                |

### 2.ª temporada (2017–18)
| N.º na série | N.º na temp. | Título                                                         | Dirigido por         | Escrito por                 | Exibição original      | Audiência (milhões) |
| ------------ | ------------ | -------------------------------------------------------------- | -------------------- | --------------------------- | ---------------------- | ------------------- |
| 14           | 1            | "Everything Is Great!" "Está Tudo Bem!"                        | Trent O'Donnell      | Jen Statsky Joe Mande       | 20 de setembro de 2017 | 5.28                |
| 15           | 2            | "Dance Dance Resolution" "A Resolução da Dança"                | Drew Goddard         | Megan Amram                 | 28 de setembro de 2017 | 4.67                |
| 16           | 3            | "Team Cockroach" "Equipa das Baratas"                          | Morgan Sackett       | Dan Schofield               | 5 de outubro de 2017   | 4.17                |
| 17           | 4            | "Existential Crisis" "Crise Existencial"                       | Beth McCarthy-Miller | Andrew Law                  | 12 de outubro de 2017  | 4.05                |
| 18           | 5            | "The Trolley Problem" "O Dilema do Elétrico"                   | Dean Holland         | Josh Siegal & Dylan Morgan  | 19 de outubro de 2017  | 3.92                |
| 19           | 6            | "Janet and Michael" "Janet e Michael"                          | Dean Holland         | Kate Gersten                | 26 de outubro de 2017  | 3.97                |
| 20           | 7            | "Derek"                                                        | Jude Weng            | Cord Jefferson              | 2 de novembro de 2017  | 3.06                |
| 21           | 8            | "Leap to Faith" "Um Salto de Fé"                               | Linda Mendoza        | Christopher Encell          | 4 de janeiro de 2018   | 3.08                |
| 22           | 9            | "Best Self" "A melhor versão de nós próprios"                  | Julie Anne Robinson  | Tyler Straessle             | 11 de janeiro de 2018  | 3.11                |
| 23           | 10           | "Rhonda, Diana, Jake, and Trent" "Rhonda, Diana, Jake e Trent" | Alan Yang            | Jen Statsky & Dan Schofield | 18 de janeiro de 2018  | 3.00                |
| 24           | 11           | "The Burrito" "O Burrito"                                      | Dean Holland         | Megan Amram & Joe Mande     | 25 de janeiro de 2018  | 3.65                |
| 25           | 12           | "Somewhere Else" "Outro Lugar"                                 | Michael Schur        | Michael Schur               | 1 de fevereiro de 2018 | 3.19                |

1. ↑  A estreia da segunda temporada foi exibida como um episódio de uma hora, mas os títulos na tela o identificaram como Capítulo 14 da série.

### 3.ª temporada (2018–19)
| N.º na série | N.º na temp. | Título                                | Dirigido por         | Escrito por                    | Exibição original      | Audiência (milhões) |
| ------------ | ------------ | ------------------------------------- | -------------------- | ------------------------------ | ---------------------- | ------------------- |
| 27           | 1            | "Everything Is Bonzer! (Part 1)"      | Dean Holland         | Jen Statsky & Michael Schur    | 27 de setembro de 2018 | 3.13                |
| 28           | 2            | "Everything Is Bonzer! (Part 2)"      | Dean Holland         | Jen Statsky                    | 27 de setembro de 2018 | 3.13                |
| 29           | 3            | "The Brainy Bunch"                    | Jude Weng            | Dan Schofield                  | 4 de outubro de 2018   | 2.96                |
| 30           | 4            | "The Snowplow"                        | Beth McCarthy-Miller | Joe Mande                      | 11 de outubro de 2018  | 2.71                |
| 31           | 5            | "Jeremy Bearimy"                      | Trent O'Donnell      | Megan Amram                    | 18 de outubro de 2018  | 2.70                |
| 32           | 6            | "The Ballad of Donkey Doug"           | Rebecca Asher        | Matt Murray                    | 25 de outubro de 2018  | 2.67                |
| 33           | 7            | "A Fractured Inheritance"             | Beth McCarthy-Miller | Kassia Miller                  | 1 de novembro de 2018  | 2.72                |
| 34           | 8            | "The Worst Possible Use of Free Will" | Claire Scanlon       | Cord Jefferson                 | 8 de novembro de 2018  | 2.77                |
| 35           | 9            | "Don't Let the Good Life Pass You By" | Dean Holland         | Andrew Law                     | 15 de novembro de 2018 | 2.69                |
| 36           | 10           | "Janet(s)"                            | Morgan Sackett       | Josh Siegal & Dylan Morgan     | 6 de dezembro de 2018  | 2.58                |
| 37           | 11           | "The Book of Dougs"                   | Ken Whittingham      | Kate Gersten                   | 10 de janeiro de 2019  | 2.72                |
| 38           | 12           | "Chidi Sees the Time-Knife"           | Jude Weng            | Christopher Encell & Joe Mande | 17 de janeiro de 2019  | 2.52                |
| 39           | 13           | "Pandemonium"                         | Michael Schur        | Megan Amram & Jen Statsky      | 24 de janeiro de 2019  | 2.39                |

### 4.ª temporada (2019–20)
| N.º na série | N.º na temp. | Título                            | Dirigido por              | Escrito por                | Exibição original      | Audiência U.S. (milhões) |
| --- | ------------ | --------------------------------- | ------------------------- | -------------------------- | ---------------------- | ------------------------ |
| 40 | 1            | "A Girl from Arizona" (Part 1)    | Drew Goddard              | Andrew Law & Kassia Miller | 26 de setembro de 2019 | 2.42                     |
| Eleanor começa recebendo os novos humanos no Bom Lugar, enquanto está tentando entender porque o Lugar Ruim os escolheu. Brent, o fanático, constantemente pede itens a Janet, enquanto Linda, uma senhora, parece estar desinteressada em tudo. Simone acredita estar em um estado de sono profundo, e Derek desafia Jason pelo amor de Jenet. Jason, em desespero, ativa o kill-switch de Derek. Linda é pega e revela-se como um demônio disfarçado, e é devolvido ao Lugar Ruim. Para punir o Lugar Ruim ao tentar sabotar o experimento, a juíza Gen autoriza Chidi a ser o 4º humano a participar do teste. |              |                                   |                           |                            |                        |                          |
| 41 | 2            | "A Girl from Arizona" (Part 2)    | Drew Goddard              | Andrew Law & Kassia Miller | 3 de outubro de 2019   | 2.11                     |
| 42 | 3            | "Chillaxing"                      | Anya Adams                | Aisha Muharrar             | 10 de outubro de 2019  | 1.92                     |
| 43 | 4            | "Tinker, Tailor, Demon, Spy"      | Morgan Sackett            | Cord Jefferson             | 17 de outubro de 2019  | 2.02                     |
| 44 | 5            | "Employee of the Bearimy"         | Beth McCarthy-Miller      | Joe Mande                  | 24 de outubro de 2019  | 1.91                     |
| 45 | 6            | "A Chip Driver Mystery"           | Steve Day                 | Lizzy Pace                 | 31 de outubro de 2019  | 2.21                     |
| 46 | 7            | "Help Is Other People"            | Beth McCarthy-Miller      | Dave King                  | 7 de novembro de 2019  | 2.42                     |
| 47 | 8            | "The Funeral to End All Funerals" | Kristen Bell              | Josh Siegal & Dylan Morgan | 14 de novembro de 2019 | 2.06                     |
| 48 | 9            | "The Answer"                      | Valeria Migliassi Collins | Dan Schofield              | 21 de novembro de 2019 | 2.05                     |
| 49 | 10           | "You've Changed, Man"             | Rebecca Asher             | Matt Murray                | 9 de janeiro de 2020   | 2.08                     |
| 50 | 11           | "Mondays, Am I Right"             | Rebecca Asher             | Jen Statsky                | 16 de janeiro de 2020  | 1.93                     |
| 51 | 12           | "Patty"                           | Morgan Sackett            | Megan Amram                | 23 de janeiro de 2020  | 2.12                     |
| 52-53 | 13-14        | "Whenever You're Ready"           | Michael Schur             | Michael Schur              | 30 de janeiro de 2020  | 2.32                     |

## Audiência
| Temporada | Temporada | Ep. 1 | Ep. 2 | Ep. 3 | Ep. 4 | Ep. 5 | Ep. 6 | Ep. 7 | Ep. 8 | Ep. 9 | Ep. 10 | Ep. 11 | Ep. 12 | Ep. 13 | Ep. 14 | Audiência |
| --------- | --------- | ----- | ----- | ----- | ----- | ----- | ----- | ----- | ----- | ----- | ------ | ------ | ------ | ------ | ------ | --------- |
|           | 1         | 8.04  | 8.04  | 5.25  | 4.45  | 4.97  | 4.23  | 3.79  | 3.89  | 3.68  | 3.53   | 3.64   | 3.93   | 3.93   | N/A    | 4.72      |
|           | 2         | 5.28  | 5.28  | 4.67  | 4.17  | 4.05  | 3.92  | 3.97  | 3.06  | 3.08  | 3.11   | 3.00   | 3.65   | 3.19   | N/A    | 3.88      |
|           | 3         | 3.13  | 3.13  | 2.96  | 2.71  | 2.70  | 2.67  | 2.72  | 2.77  | 2.69  | 2.58   | 2.72   | 2.52   | 2.39   | N/A    | 2.74      |
|           | 4         | 2.42  | 2.11  | 1.92  | 2.02  | 1.91  | 2.21  | 1.98  | ASD   | ASD   | ASD    | ASD    | ASD    | ASD    | ASD    | ASD       |